# Historia del Tango Vol. 1: La guardia Vieja
Historia del Tango Vol. 1: La guardia Vieja es un álbum de estudio por el bandoneonista de tango argentino Astor Piazzolla y su gran orquesta, grabado y editado en Argentina en 1967 y editado por el sello Polydor.

## Historia
Historia del Tango Vol. 1: La guardia Vieja fue grabado durante 1967 con clásicos del tango, es uno de sus pocos álbumes de estudio de Astor Piazzolla donde no hay piezas de su autoría. En 1967 también se grabó y editó su secuela, Historia del Tango Vol. 2: La época Romántica, pero este se publicó recién en 1973. Se llegaron a grabar varios tangos destinados a un tercer volumen, pero el mismo no llegó a editarse. En 2021 el sello Universal Music en Japón, editó una edición del segundo volumen en donde se incluyeron algunas de las piezas que se iban a publicar en el tercer volumen, incluyendo dos tangos cantados por Egle Martin.

## Lanzamiento y reediciones
El álbum se editó originalmente en 1967 solo en Argentina por el sello Polydor en dos diferentes ediciones en sonido monofónico y estereofónico. Fue reeditado en Argentina por Polydor en 1976. En 1981 se editó en Japón por Polydor, mientras que la primera edición en CD apareció en España en 1998 titulado como Quejas de bandoneón por el sello Altaya. En 2021 se reeditó en Japón en formato de CD por Universal Music.

## Lista de temas
| Lado A |                                           |          |  |
| N.º    | Título                                    | Duración |  |
| 1.     | «El choclo» (Ángel Villoldo)              | 1:52     |  |
| 2.     | «Ojos Negros» (Vicente Greco)             | 2:59     |  |
| 3.     | «La cumparsita» (Gerardo Matos Rodríguez) | 3:58     |  |
| 4.     | «La Cachila» (Eduardo Arolas)             | 2:55     |  |
| 5.     | «La Maleva» (Antonio Buglione)            | 3:46     |  |
| 6.     | «Mi noche triste» (Samuel Castriota)      | 3:24     |  |

| Lado B |                                                |          |  |
| N.º    | Título                                         | Duración |  |
| 7.     | «Sentimiento Gaucho» (Francisco Canaro)        | 3:06     |  |
| 8.     | «Nunca Tuvo Novio» (Agustín Bardi)             | 2:45     |  |
| 9.     | «Entre Sueños» (Anselmo Aieta)                 | 2:48     |  |
| 10.    | «Quejas de bandoneón» (Juan de Dios Filiberto) | 2:26     |  |
| 11.    | «Alma de Bohemio» (Roberto Firpo)              | 2:37     |  |
| 12.    | «A Media Luz» (Edgardo Donato)                 | 2:24     |  |

## Créditos
- Astor Piazzolla - bandoneón
- Kicho Diaz - contrabajo
- Oscar Lopez Ruiz - guitarra eléctrica
- Osvaldo Manzi - piano
- Antonio Agri - violín